# Cosenza Calcio 2023-2024
Questa voce raccoglie le informazioni riguardanti il Cosenza Calcio nelle competizioni ufficiali della stagione 2023-2024.

## Stagione
La stagione 2023-2024 è stata per il Cosenza la 25ª partecipazione alla seconda serie del Campionato italiano di calcio.
Il 27 giugno 2023 la società ha ufficializzato Fabio Caserta come nuovo allenatore.
La squadra ha effettuato il ritiro precampionato ad Assisi, dal 16 al 31 luglio.
Il 13 agosto 2023 inizia ufficialmente la stagione del Cosenza; allo stadio San Vito viene ospitato il Sassuolo, incontro valevole per i trentaduesimi di finale di Coppa Italia e che ha visto i calabresi sconfitti per 2 a 5 dopo i tempi supplementari, venendo eliminati dal torneo.
L'esordio in campionato avviene il 19 agosto 2023, in casa contro l'Ascoli, vincendo per 3 a 0.
Il 23 febbraio 2024, in concomitanza con la 26ª giornata di campionato, la squadra ha festeggiato il suo 110º anniversario.
L'11 marzo 2024, dopo un buon avvio a cui è seguito una serie di risultati negativi, la società si ritrova al tredicesimo posto e decide di sollevare dall'incarico Caserta. Poche ore dopo viene annunciato come nuovo tecnico William Viali, il quale sottoscrive un contratto fino al 30 giugno 2025, ritornando sulla panchina rossoblu dopo la conquista della salvezza nella stagione precedente.
Il 1º maggio 2024, con la vittoria per 1-0 sul campo dell'Ascoli, conquista la salvezza con due giornate di anticipo.
La squadra chiude la stagione regolare al 9º posto, subito sotto la zona play-off, rimanendo in Serie B.

## Organigramma societario
Tratto dal sito ufficiale.
Area direttiva
- Presidente: Eugenio Guarascio

Area sanitaria
- Responsabile: Nino Avventuriera
- Medici sociali: Sergio Caira
- Massaggiatori: Ercole Donato
- Fisioterapisti: Italo Marsico, Gennaro Zumpano
- Nutrizionista: Daniele Basta

Area marketing
- Responsabile Marketing: Rosanna Mortati[15]

Area organizzativa
- Dirigente responsabile della gestione: Roberta Anania
- Segretario generale: Francesco Xausa[16]
- Direttore amministrativo: Daniel Inderst
- Segretaria amministrativa: Angela Salamone
- Team manager: Kevin Marulla

Area comunicazione
- Responsabile Ufficio stampa: Gianluca Pasqua
- Digital & Social Media: Marco Michelin[17], Fabrizio Perna

Area tecnica
- Direttore sportivo: Roberto Gemmi
- Collaboratore direttore sportivo: Armando Perna
- Allenatore: Fabio Caserta[20], poi William Viali[21]
- Allenatore in seconda: Salvatore Accursi[20], poi Massimiliano Guidetti[21]
- Collaboratore tecnico: Gigi Viola[20] , poi Simone Baroncelli[21]
- Match analyst: Vincenzo Perri
- Preparatori atletici: Aldo Reale[20], Luigi Pincente[21], Giuseppe Ruffolo
- Allenatore portieri: Arcangelo Vigliotti[20] , poi Antonio Fischetti[21]

## Divise e sponsor
Per la stagione 2023-2024 lo sponsor tecnico è Nike, mentre il main sponsor è PPAS - Consorzio Produttori Patate Associati, ente di tutela e certificazione I.G.P. della patata silana. Confermati come top sponsor Malizia, azienda operante nel settore abbigliamento, e come top sponsor pantaloncino 3F SRL, azienda operante nel campo dell'impiantistica e servizi alle aziende. Torna come top Sponsor anteriore il marchio Volkswagen, rappresentata dal Gruppo Chiappetta.
Il 13 agosto 2023, in occasione della gara di Coppa Italia contro il Sassuolo, viene utilizzata una speciale divisa da gioco per promuovere la formazione e la ricerca oculistica.
| Casa | Trasferta | Terza divisa | Portiere | Speciale 2023 |

## Rosa
Rosa aggiornata al 1º febbraio 2024.
In corsivo i calciatori ceduti a stagione in corso.
| N. |                   | Ruolo | Calciatore                  |
| -- | ----------------- | ----- | --------------------------- |
| 1  | Italia (bandiera) | P     | Alessandro Micai            |
| 2  | Italia (bandiera) | D     | Filippo Sgarbi              |
| 3  | Italia (bandiera) | D     | Andrea Rispoli              |
| 5  | Italia (bandiera) | D     | Michele Camporese           |
| 6  | Italia (bandiera) | D     | Alessandro Fontanarosa      |
| 7  | Italia (bandiera) | A     | Manuel Marras               |
| 9  | Italia (bandiera) | A     | Gennaro Tutino              |
| 10 | Italia (bandiera) | C     | Christian D'Urso            |
| 10 | Italia (bandiera) | A     | Francesco Forte             |
| 11 | Italia (bandiera) | D     | Tommaso D'Orazio (capitano) |
| 12 | Italia (bandiera) | P     | Alessandro Lai              |
| 13 | Italia (bandiera) | D     | Andrea Meroni               |
| 14 | Italia (bandiera) | C     | Giacomo Calò                |
| 16 | Italia (bandiera) | A     | Mirko Antonucci             |
| 17 | Italia (bandiera) | D     | Baldovino Cimino            |
| 18 | Ghana (bandiera)  | D     | Bright Gyamfi               |

| N. |                      | Ruolo | Calciatore           |
| -- | -------------------- | ----- | -------------------- |
| 19 | Italia (bandiera)    | A     | Valerio Crespi       |
| 20 | Italia (bandiera)    | A     | Alessandro Arioli    |
| 21 | Italia (bandiera)    | A     | Massimo Zilli        |
| 23 | Italia (bandiera)    | D     | Michael Venturi      |
| 24 | Italia (bandiera)    | C     | Mattia Viviani       |
| 26 | Polonia (bandiera)   | C     | Mateusz Praszelik    |
| 27 | Italia (bandiera)    | D     | Pietro Martino       |
| 30 | Italia (bandiera)    | A     | Simone Mazzocchi     |
| 31 | Italia (bandiera)    | A     | Luigi Canotto        |
| 33 | Italia (bandiera)    | D     | Salvatore La Vardera |
| 34 | Italia (bandiera)    | C     | Aldo Florenzi        |
| 36 | Australia (bandiera) | A     | Jahce Novello        |
| 42 | Kosovo (bandiera)    | C     | Idriz Voca           |
| 77 | Italia (bandiera)    | P     | Leonardo Marson      |
| 98 | Italia (bandiera)    | C     | Federico Zuccon      |
| 99 | Italia (bandiera)    | D     | Gianluca Frabotta    |

## Calciomercato

### Sessione estiva(dal 1º/7 al 1º/9)
| Acquisti         | Acquisti               | Acquisti    | Acquisti         |
| R.               | Nome                   | da          | Modalità         |
| ---------------- | ---------------------- | ----------- | ---------------- |
| D                | Filippo Sgarbi         | Perugia     | definitivo       |
| D                | Tommaso D'Orazio       | Südtirol    | riscattato       |
| D                | Andrea Hristov         | Reggiana    | fine prestito    |
| C                | Giacomo Calò           | Genoa       | riscattato       |
| C                | Mateusz Praszelik      | Verona      | rinnovo prestito |
| C                | Mattia Viviani         | Benevento   | prestito         |
| A                | Gennaro Tutino         | Parma       | prestito         |
| A                | Simone Mazzocchi       | Atalanta    | prestito         |
| A                | Gianluigi Sueva        | Olbia       | fine prestito    |
| A                | Manuel Marras          | Bari        | definitivo       |
| A                | Francesco Forte        | Ascoli      | prestito         |
| A                | Luigi Canotto          | Frosinone   | prestito         |
| Altre operazioni |                        |             |                  |
| R.               | Nome                   | a           | Modalità         |
| P                | Kristjan Matoševič     | Triestina   | fine prestito    |
| D                | Francesco Dicorato     | Arzachena   | fine prestito    |
| D                | Alessandro Fontanarosa | Inter       | prestito         |
| D                | Ciro Panico            | Feralpisalò | fine prestito    |
| C                | Raffaele Maresca       | Sorrento    | fine prestito    |
| C                | Federico Zuccon        | Atalanta    | prestito         |
| A                | Valerio Crespi         | Lazio       | prestito         |
| A                | Luca Pandolfi          | Juve Stabia | fine prestito    |

| Cessioni         | Cessioni              | Cessioni      | Cessioni              |
| R.               | Nome                  | a             | Modalità              |
| ---------------- | --------------------- | ------------- | --------------------- |
| D                | Michele Rigione       | Avellino      | definitivo            |
| D                | Andrea Hristov        | Potenza       | prestito              |
| C                | Marco Brescianini     | Milan         | fine prestito         |
| C                | Emil Kornvig          | Spezia        | fine prestito         |
| A                | Manuel Marras         | Bari          | fine prestito         |
| C                | Christian D'Urso      | Triestina     | prestito              |
| A                | Ivan Delić            | Sebenico      | fine prestito         |
| A                | Mauro Zárate          |               | fine contratto        |
| A                | Gianluigi Sueva       | Lucchese      | definitivo            |
| A                | Mattia Finotto        | Triestina     | definitivo            |
| A                | Luca Pandolfi         | Cittadella    | svincolato            |
| Altre operazioni |                       |               |                       |
| R.               | Nome                  | da            | Modalità              |
| P                | Kristjan Matoševič    | Triestina     | risoluzione contratto |
| D                | Ciro Panico           | Taranto       | definitivo            |
| D                | Nick Salihamidžić     | Bayern Monaco | fine prestito         |
| D                | Angelo Corsi          |               | risoluzione contratto |
| C                | Vittorio Agostinelli  | Fiorentina    | fine prestito         |
| C                | Alessandro Cortinovis | Atalanta      | fine prestito         |
| C                | Thomas Prestianni     | Forlì         | risoluzione contratto |
| C                | Frank Teyou           |               | risoluzione contratto |
| A                | Marco Nasti           | Milan         | fine prestito         |
| A                | Luca Pandolfi         | Cittadella    | risoluzione contratto |

### Operazioni esterne(dal 2/9 al 31/12)
| Acquisti | Acquisti | Acquisti | Acquisti |
| R.       | Nome     | da       | Modalità |
| -------- | -------- | -------- | -------- |

| Cessioni | Cessioni         | Cessioni | Cessioni              |
| R.       | Nome             | a        | Modalità              |
| -------- | ---------------- | -------- | --------------------- |
| C        | Raffaele Maresca | Gioiese  | risoluzione contratto |

### Sessione invernale(dall'2/1 al 1º/2)
| Acquisti | Acquisti          | Acquisti    | Acquisti   |
| R.       | Nome              | da          | Modalità   |
| -------- | ----------------- | ----------- | ---------- |
| D        | Michele Camporese | Feralpisalò | prestito   |
| D        | Gianluca Frabotta | Juventus    | prestito   |
| D        | Bright Gyamfi     | Potenza     | definitivo |
| C        | Mirko Antonucci   | Spezia      | prestito   |

| Cessioni | Cessioni             | Cessioni | Cessioni   |
| R.       | Nome                 | a        | Modalità   |
| -------- | -------------------- | -------- | ---------- |
| D        | Andrea Rispoli       | Crotone  | definitivo |
| D        | Salvatore La Vardera | Monopoli | prestito   |
| D        | Filippo Sgarbi       | Ternana  | prestito   |
| C        | Alessandro Arioli    | Monopoli | prestito   |
| A        | Marin Čubretović     | Monopoli | definitivo |
| A        | Massimo Zilli        | SPAL     | prestito   |

## Risultati

### Coppa Italia

#### Turni eliminatori
| Arbitro: | Collu (Cagliari) |

|                                |           |                                                                     |
| Tutino 9’ (rig.) Mazzocchi 89’ | Marcatori | 45+4’ Bajrami 80’ (rig.) Pinamonti 105’ Ceide 114’, 117’ Mulattieri |

## Statistiche

### Statistiche di squadra
Statistiche aggiornate al 10 maggio 2024
| Competizione | Punti | In casa | In casa | In casa | In casa | In casa | In casa | In trasferta | In trasferta | In trasferta | In trasferta | In trasferta | In trasferta | Totale | Totale | Totale | Totale | Totale | Totale | DR |
| Competizione | Punti | G       | V       | N       | P       | Gf      | Gs      | G            | V            | N            | P            | Gf           | Gs           | G      | V      | N      | P      | Gf     | Gs     | DR |
| ------------ | ----- | ------- | ------- | ------- | ------- | ------- | ------- | ------------ | ------------ | ------------ | ------------ | ------------ | ------------ | ------ | ------ | ------ | ------ | ------ | ------ | -- |
| Serie B      | 47    | 19      | 5       | 7       | 7       | 29      | 25      | 19           | 6            | 7            | 6            | 18           | 17           | 38     | 11     | 14     | 13     | 47     | 42     | +5 |
| Coppa Italia | -     | 1       | 0       | 0       | 1       | 2       | 5       | 0            | 0            | 0            | 0            | 0            | 0            | 1      | 0      | 0      | 1      | 2      | 5      | -3 |
| Totale       | -     | 20      | 5       | 7       | 8       | 31      | 30      | 19           | 6            | 7            | 6            | 18           | 17           | 39     | 11     | 14     | 14     | 49     | 47     | +2 |

### Andamento in campionato
| Giornata  | 1 | 2 | 3 | 4  | 5  | 6 | 7  | 8 | 9 | 10 | 11 | 12 | 13 | 14 | 15 | 16 | 17 | 18 | 19 | 20 | 21 | 22 | 23 | 24 | 25 | 26 | 27 | 28 | 29 | 30 | 31 | 32 | 33 | 34 | 35 | 36 | 37 | 38 |
| --------- | - | - | - | -- | -- | - | -- | - | - | -- | -- | -- | -- | -- | -- | -- | -- | -- | -- | -- | -- | -- | -- | -- | -- | -- | -- | -- | -- | -- | -- | -- | -- | -- | -- | -- | -- | -- |
| Luogo     | C | T | C | T  | C  | T | C  | T | C | T  | T  | C  | C  | T  | C  | T  | C  | T  | C  | T  | C  | T  | C  | T  | T  | C  | T  | C  | C  | T  | C  | T  | C  | T  | C  | T  | C  | T  |
| Risultato | V | N | P | P  | N  | V | P  | V | V | P  | N  | N  | V  | P  | P  | P  | N  | N  | P  | P  | V  | V  | N  | N  | V  | P  | N  | P  | N  | P  | P  | N  | N  | V  | V  | V  | N  | N  |
| Posizione | 1 | 2 | 8 | 10 | 12 | 8 | 12 | 8 | 5 | 5  | 9  | 10 | 8  | 9  | 9  | 10 | 13 | 12 | 14 | 15 | 13 | 11 | 11 | 13 | 11 | 11 | 10 | 14 | 14 | 14 | 15 | 14 | 13 | 14 | 14 | 12 | 10 | 9  |

Fonte:  Lega B.
Legenda:

Luogo: C = Casa; T = Trasferta. Risultato: V = Vittoria; N = Pareggio; P = Sconfitta.

### Statistiche dei giocatori
In corsivo i calciatori ceduti a stagione in corso.
| Giocatore      | Serie B  | Serie B | Serie B     | Serie B    | Coppa Italia | Coppa Italia | Coppa Italia | Coppa Italia | Totale   | Totale | Totale      | Totale     |
| Giocatore      | Presenze | Reti    | Ammonizioni | Espulsioni | Presenze     | Reti         | Ammonizioni  | Espulsioni   | Presenze | Reti   | Ammonizioni | Espulsioni |
| -------------- | -------- | ------- | ----------- | ---------- | ------------ | ------------ | ------------ | ------------ | -------- | ------ | ----------- | ---------- |
| M. Antonucci   | 13       | 1       | 1           | 0          | 0            | 0            | 0            | 0            | 13       | 1      | 1           | 0          |
| A. Arioli      | 4        | 1       | 1           | 0          | 0            | 0            | 0            | 0            | 4        | 1      | 1           | 0          |
| G. Calò        | 32       | 1       | 6           | 1          | 1            | 0            | 2            | 1            | 33       | 1      | 8           | 2          |
| M. Camporese   | 19       | 1       | 5           | 0          | 0            | 0            | 0            | 0            | 19       | 1      | 5           | 0          |
| L. Canotto     | 23       | 1       | 3           | 0          | 0            | 0            | 0            | 0            | 23       | 1      | 3           | 0          |
| B. Cimino      | 16       | 0       | 2           | 0          | 1            | 0            | 0            | 0            | 17       | 0      | 2           | 0          |
| V. Crespi      | 20       | 1       | 1           | 0          | 1            | 0            | 0            | 0            | 21       | 1      | 1           | 0          |
| T. D'Orazio    | 25       | 1       | 11          | 0          | 1            | 0            | 0            | 0            | 26       | 1      | 11          | 0          |
| C. D'Urso      | 3        | 0       | 0           | 0          | 1            | 0            | 0            | 0            | 4        | 0      | 0           | 0          |
| A. Florenzi    | 28       | 0       | 7           | 0          | 0            | 0            | 0            | 0            | 28       | 0      | 7           | 0          |
| A. Fontanarosa | 21       | 0       | 3           | 0          | 0            | 0            | 0            | 0            | 21       | 0      | 3           | 0          |
| F. Forte       | 31       | 5       | 4           | 0          | 0            | 0            | 0            | 0            | 31       | 5      | 4           | 0          |
| G. Frabotta    | 15       | 3       | 3           | 0          | 0            | 0            | 0            | 0            | 15       | 3      | 3           | 0          |
| B. Gyamfi      | 11       | 0       | 2           | 0          | 0            | 0            | 0            | 0            | 11       | 0      | 2           | 0          |
| S. La Vardera  | 0        | 0       | 0           | 0          | 0            | 0            | 0            | 0            | 0        | 0      | 0           | 0          |
| A. Lai         | 0        | -0      | 0           | 0          | 0            | -0           | 0            | 0            | 0        | -0     | 0           | 0          |
| M. Marras      | 33       | 2       | 6           | 0          | 0            | 0            | 0            | 0            | 33       | 2      | 6           | 0          |
| L. Marson      | 2        | -1      | 0           | 0          | 0            | -0           | 0            | 0            | 2        | -1     | 0           | 0          |
| P. Martino     | 10       | 0       | 2           | 0          | 1            | 0            | 0            | 0            | 11       | 0      | 2           | 0          |
| S. Mazzocchi   | 35       | 4       | 4           | 0          | 1            | 1            | 0            | 0            | 36       | 5      | 4           | 0          |
| A. Meroni      | 23       | 0       | 2           | 0          | 1            | 0            | 1            | 0            | 24       | 0      | 3           | 0          |
| A. Micai       | 37       | -41     | 7           | 0          | 1            | -5           | 0            | 0            | 38       | -46    | 7           | 0          |
| J. Novello     | 1        | 0       | 0           | 0          | 0            | 0            | 0            | 0            | 1        | 0      | 0           | 0          |
| M. Praszelik   | 26       | 0       | 9           | 0          | 1            | 0            | 1            | 0            | 27       | 0      | 10          | 0          |
| A. Rispoli     | 13       | 0       | 0           | 0          | 0            | 0            | 0            | 0            | 13       | 0      | 0           | 0          |
| F. Sgarbi      | 8        | 0       | 1           | 0          | 0            | 0            | 0            | 0            | 8        | 0      | 1           | 0          |
| G. Tutino      | 35       | 20      | 7           | 0          | 1            | 1            | 0            | 0            | 36       | 21     | 7           | 0          |
| M. Venturi     | 30       | 2       | 14          | 1          | 1            | 0            | 0            | 0            | 31       | 2      | 14          | 1          |
| M. Viviani     | 15       | 3       | 3           | 0          | 0            | 0            | 0            | 0            | 15       | 3      | 3           | 0          |
| I. Voca        | 34       | 3       | 4           | 0          | 1            | 0            | 0            | 0            | 35       | 3      | 4           | 0          |
| M. Zilli       | 6        | 1       | 0           | 0          | 1            | 0            | 0            | 0            | 7        | 1      | 0           | 0          |
| F. Zuccon      | 29       | 0       | 7           | 0          | 1            | 0            | 1            | 0            | 30       | 0      | 8           | 0          |

## Giovanili

### Organigramma
Tratto dal sito ufficiale della società.
Area direttiva
- Responsabile Settore Giovanile: Sergio Mezzina
- Segretario Settore Giovanile: Carmine Giordano
- Responsabile scouting: Benedetto Pugliese[157]
- Responsabile Organizzativo: Daniela Fiorelli

Allievi Nazionali Under-16
- Allenatore: Gianluca Garofalo
- Allenatore in seconda: Francesco Marozzo
- Preparatore atletico: Mario Paura
- Allenatore dei portieri: Andrea Giovanni Marino
- Team manager: Carlo Sprovieri
- Medico Sociale: Dott. Gianluca Garofalo

Primavera 2
- Allenatore: Antonio Gatto
- Allenatore in seconda: Danilo Angotti
- Preparatore atletico: Gianfranco Salerno, Giuseppe Macrì
- Preparatore dei portieri: Francesco Spingola
- Team Manager: Francesco Emanuel Perna
- Match Analyst: Luca Vasta
- Medico Sociale: Dott. Salvatore Turano
- Fisioterapista: Francesco Pierri

Giovanissimi Nazionali Under-15
- Allenatore: Pierantonio Tortelli
- Allenatore in seconda: Giuseppe Marozzo
- Preparatore atletico: Fabio Sidoti
- Collaboratore preparatore atletico: Giuseppe Russo
- Preparatore dei portieri: Andrea Giovanni Marino
- Team manager: Mario Ciraudo
- Medico Sociale: Dott. Carlo Chiodo

Allievi Nazionali Under-17
- Allenatore: Nicola Belmonte
- Allenatore in seconda: Cristian De Luca
- Preparatore atletico: Carmelo Servidio
- Preparatore dei portieri: Andrea Giovanni Marino
- Team manager: Stefano Dodaro
- Match Analyst: Emilio Scola
- Medico Sociale: Dott. Gianfranco Calderaro
- Fisioterapista: Emanuele Rizzo

### Piazzamenti
- Primavera 2:
  - Campionato: 7º[158]
  - Coppa Italia: Trentaduesimi di finale[159]
- Allievi Nazionali Under-17:
  - Campionato: 12º[160]
- Allievi Nazionali Under-16:
  - Campionato: 11º[161]
- Giovanissimi Nazionali Under-15:
  - Campionato: 12º[162]